# Parafia Narodzenia Najświętszej Maryi Panny w Starym Waliszewie
Parafia Narodzenia Najświętszej Maryi Panny w Starym Waliszewie – rzymskokatolicka parafia należąca do dekanatu Głowno diecezji łowickiej.
Erygowana przed 1389.

## Zasięg parafii
Do parafii należą wierni z następujących miejscowości: Boczki Domaradzkie, Chlebowice, Janinów, Karnków, Mięsośnia, Popów Głowieński, Psary, Stary Waliszew, Waliszew Dworski, Władysławów Popowski, Wola Gosławska, Zgoda i Ziewanice.